# 堀部知穂
堀部 知穂（ほりべ ちほ、1987年12月 - ）は日本の女優。全映所属。身長155cm

## 主な出演作

### テレビ
- 大安吉日が永すぎて（1998年、名古屋テレビ）橘マユミ役
- 黄金見聞録（中京テレビ）
- キッズ・ウォー（1999年、CBC）川田美沙役
- キッズ・ウォー2（2000年、CBC）川田美沙役
- ちょっと待って、神様（2004年、NHK）
- ことぶきウォーズ（2004年、CBC）村山いずみ役
- リミット-刑事の現場2-（2009年、NHK）
- ROMES/空港防御システム（2009年、NHK）

### CM
- 公共広告機構 思いやり橋
- アイシン

### スチール
- au

### ラジオ
- FMシアター（NHK-FM）